# Киевский дневник
Киевский дневник (пол. Dziennik Kijowski) — киевская газета на польском языке. Выходит раз в две недели. Основан в 1992. Издание позиционирует себя как продолжение «Киевского дневника», выходившего с 1906 до начала Первой мировой войны. Является приложением газеты «Голос Украины». Софинансируется польским Фондом поддержки поляков на востоке.
Среди журналистов и авторов газеты — Николай Онищук, Евшегний Тузов-Любаньский, Екатерина Тузов-Висвоцкая, Евгений Говыбард и Сергей Рудницкий. Главный редактор — Станислав Пантелюк.
Газета освещает новости, связанные с жизнью поляков на Украине, пишет на культурные, исторические и общественные темы. Важно место занимает освещение польско-украинских отношений.